# Llista de governants de Veneçuela
Els diferents governants que ha tingut Veneçuela des de l'arribada dels espanyols i en funció del nom que l'autoritat màxima rebés a cada període històric són els següents:

## Governadors provincials
- Alonso de Ojeda 1504-1527
- Bartolome Casaus (no va exercir)
- Juan Martínez de Ampies 1527-1529
- Ambrosio Alfinger 1529-1530
- Luis Sarmiento 1530
- Hans Seissehoffer 1530
- Nicolas Fedderman 1530-1531
- Bartolome de Santillana 1531-1534
- Rodrigo de Bastidas 1534-1535
- Vazquez de Acuña 1535
- Jorge de Spier 1535
- Francisco Benegas 1535-1537
- Pedro Cuevas 1537-1538
- Antonio Navarro 1538-1539
- Juan de Villegas 1539-1542
- Diego de Boisa 1542-1543
- Enrique Remboldt 1543-1545
- Juan de Carvajal 1545-1546
- Frias 1546-1547
- Juan Pérez de Tolosa 1547-1553
- Alonso Arias de Villasinda 1553-1558
- Gutíerrez de la Peña 1558-1560
- Pablo Collado 1560-1561
- Alonso Bernáldez 1561-1562
- Alonso Manzanedo 1562-1566
- Pedro Ponce de León 1566-1569
- Juan Hernández de Chaves 1569-1570
- Diego de Mazariego 1570-1576
- Juan de Pimentel 1576-1583
- Luís de Rojas 1583-1589
- Diego Osorio 1589-1597
- Gonzalo Piña Lidueña 1597-1600
- Alonso Arias Vaca 1600--1602
- Alonso Suárez del Castillo 1602-1603
- Francisco Mejía de Godoy 1603-1606
- Sancho de Alquiza 1606-1611
- Garcia Girón de Loaysa 1611-1616
- Francisco de la Hoz Berrio 1616-1621
- Juan Tribiño Guillamas 1621-1623
- Diego Gil de la Sierpe 1623-1630
- Pedro Núñez Melcan 1630-1637
- Ruy Fernández de Fuenmayor 1637-1644
- Marcos Gudler y Calatayud 1644-1649
- Pedro León Villarroel 1649-1652
- Diego Francisco Quero y Figueroa 1652-1654
- Martin Roble Vilafañe 1654-1656
- Rodolfo de Bastida 1656
- Andres Vera Moscoso 1656-1658
- Pedro Porres y Toledo 1658-1664
- Felix Garcia Gonzalez de Silva 1664-1669
- Fernando de Villegas 1669-1673
- Francisco Davila Orejon 1673-1674
- Jaspe de Montenegro 1674-1677
- Francisco Alberro 1677-1682
- Diego Melo Maldonado 1682-1688
- Diego Jiménez de Enciso 1688-1692
- Francisco Bartolome Bravo de Anaya 1692-1693
- Francisco de Berrotarán y Gainza, marqués del Valle de Santiago 1693-1699
- Nicolás Eugenio de Ponte y Hoyo 1699-1705
- Francisco de Berrotarán y Gainza, marqués del Valle de Santiago 1705-1706 (segona vegada)
- Fernando de Rojas y Mendoza 1706-1711
- José Francisco de Cañas y Merino 1711-1715
- Alberto Bertodano y Navarra 1715-1716
- Marcos Francisco de Betancourt y Castro 1716-1725
- Antonio José Álvarez de Abreu 1725-1728
- Diego de Portales y Meneses 1728-1730
- Lope Carrillo de Andrade Sotomayor y Pimentel 1730
- Sebastián García de la Torre 1730-1732
- Martín de Lardizábal y Elorza 1732-1737
- Gabriel de Zuloaga, conde de la Torre Alta 1737-1747
- Luis Francisco de Castellanos 1747-1749
- Julián de Arriaga y Rivera 1749-1751
- Felipe Ricardos 1751-1757
- Felipe de Estenoz 1757-1763
- José Solano y Bote marques de Socorro 1763-1770
- Felipe de Font de Vela y Ondiano marqués de la Torre 1770-1771
- Francisco de Arce 1771-1772
- José Carlos de Aguero 1772-1777

## Capitans Generals
- Luis Unzaga y Amezaga 1777-1782
- Pedro de Nava 1782
- Manuel González Torres de Navarra 1782-1786
- Juan Guillelmi 1786-1792
- Pedro Carbonell Pinto Vigo y Correa 1792-1799
- Joaquín de Zubiaga 1799
- Manuel de Guevara y Vasconcelos 1799-1807
- Juan de Casas y Barrera 1807-1809
- Vicente Emparan y Orbe 1809-1810
- Fernando Mijares y González (oposat a la Junta) 1810-1812
- Juan Domingo de Monteverde 1812-1813
- José Tomás Boves 1813-1814
- Francisco Tomás Morales 1814-1815
- Murillo 1815-1820
- de la Torre 1820

## Junta de Defensa
- José de las Llamosas 1810
- Martín Tovar Ponte 1810-1811

## Congrés General
- Felipe Fermín Paúl 1811

## Suprem poder executiu
- José Cristóbal Hurtado de Mendoza y Montilla; Juan de Escalona y Ruiz de Arguinzones; i Baltasar Padrón 1811-1812
- Francisco Javier Mayz y Márquez de Valenzuela, Fernando Rodríguez del Toro e Ibrarra, Juan Germán Roscio Nieves, Francisco Javier de Ustáriz y Mijares de Solórzano, Francisco Silvestre Espejo Caamaño 1812

## Generals en cap i cap suprem
- Sebastián Francisco de Miranda y Rodríguez 1812-1813
- Simón José Antonio de la Santísima Trinidad Bolívar y Palacios "l'alliberador" 1813-1814 i 1816-1819

## Presidents
- Francisco Antonio Hilarión Zea y Díaz (interí) 1819
- Simón José Antonio de la Santísima Trinidad Bolívar y Palacios (interí) 1819

## Presidents de Veneçuela
| Nom                                  | Començament del mandat | Final del mandat |
| José Antonio Páez Herrera            | 1830                   | 1835             |
| Andrés Narvarte Pimentel             | 1835                   | 1835             |
| José María Vargas Ponce              | 1835                   | 1835             |
| Santiago Mariño Carige               | 1835                   | 1835             |
| José María Carreño Blanco            | 1835                   | 1835             |
| José María Vargas Ponce              | 1835                   | 1836             |
| Andrés Narvarte Pimentel             | 1836                   | 1837             |
| José María Carreño Blanco            | 1837                   | 1837             |
| Carlos Soublette                     | 1837                   | 1839             |
| José Antonio Páez                    | 1839                   | 1843             |
| Santos Michelena                     | 1843                   | 1843             |
| Carlos Soublette                     | 1843                   | 1847             |
| Diego Bautista Urbaneja              | 1847                   | 1847             |
| José Tadeo Monagas Burgos            | 1847                   | 1851             |
| José Gregorio Monagas Burgos         | 1851                   | 1855             |
| José Tadeo Monagas Burgos            | 1855                   | 1858             |
| Pedro Gual                           | 1858                   | 1858             |
| Julián Castro Contreras              | 1858                   | 1859             |
| Pedro Gual                           | 1859                   | 1859             |
| Manuel Felipe Tovar                  | 1859                   | 1861             |
| Pedro Gual                           | 1861                   | 1861             |
| José Antonio Páez                    | 1861                   | 1863             |
| Juan Crisóstomo Falcón               | 1863                   | 1868             |
| Manuel Ezequiel Bruzual              | 1868                   | 1868             |
| Guillermo Tell Villegas              | 1868                   | 1868             |
| José Ruperto Saturnino Monagas       | 1868                   | 1870             |
| Guillermo Tell Villegas              | 1870                   | 1870             |
| Antonio Leocadio Guzmán Blanco       | 1870                   | 1877             |
| Francisco de Paula Linares Alcántara | 1877                   | 1878             |
| José Gregorio Varela Linares         | 1878                   | 1878             |
| Antonio Guzmán Blanco                | 1879                   | 1884             |
| Joaquín Crespo Torres                | 1884                   | 1886             |
| Antonio Guzmán Blanco                | 1886                   | 1888             |
| Hermógenes López                     | 1888                   | 1888             |
| Juan Pablo Rojas Paúl                | 1888                   | 1890             |
| Raimundo Andueza Palacio             | 1890                   | 1892             |
| Guillermo Tell Villegas              | 1892                   | 1892             |
| Joaquín Crespo                       | 1892                   | 1898             |
| Ignacio Andrade                      | 1898                   | 1899             |
| Cipriano Castro                      | 1899                   | 1908             |
| Juan Vicente Gómez                   | 1908                   | 1914             |
| Victorino Márquez Bustillos          | 1914                   | 1915             |
| Juan Vicente Gómez                   | 1915                   | 1929             |
| Juan Bautista Pérez                  | 1929                   | 1931             |
| Juan Vicente Gómez                   | 1931                   | 1935             |
| Eleazar López Contreras              | 1935                   | 1941             |
| Isaías Medina Angarita               | 1941                   | 1945             |
| Rómulo Ernesto Betancourt Bello      | 1945                   | 1948             |
| Rómulo Gallegos Freire               | 1948                   | 1948             |
| Carlos Delgado Chalbaud              | 1948                   | 1950             |
| Germán Suárez Flamerich              | 1950                   | 1952             |
| Marcos Pérez Jiménez                 | 1952                   | 1958             |
| Wolfgang Larrazábal                  | 1958                   | 1959             |

### Presidents des del final de la dictadura (1958 - actualitat)
| # (Període) | Imatge | President                       | Mandat                                        | Ocupació               |
| ----------- | ------ | ------------------------------- | --------------------------------------------- | ---------------------- |
| 63          |        | Edgar Sanabria                  | 14 de novembre de 1958 - 13 de febrer de 1959 | advocat                |
| 64          |        | Rómulo Ernesto Betancourt Bello | 13 de febrer de 1959 - 13 de març de 1964     | polític                |
| 65          |        | Raúl Leoni Otero                | 13 de març de 1964 - 11 de març de 1969       | advocat                |
| 66          |        | Rafael Caldera Rodríguez        | 11 de març de 1969 - 12 de març de 1974       | advocat                |
| 67          |        | Carlos Andrés Pérez Rodríguez   | 12 de març de 1974 - 12 de març de 1979       | polític                |
| 68          |        | Luis Herrera Campins            | 12 de març de 1979 - 2 de febrer de 1984      | advocat                |
| 69          |        | Jaime Lusinchi                  | 2 de febrer de 1984 - 2 de febrer de 1989     | metge                  |
| 70          |        | Carlos Andrés Pérez Rodríguez   | 2 de febrer de 1989 - 21 de maig de 1993      | polític                |
| 71          |        | Octavio Lepage Barreto          | 21 de maig de 1993 - 5 de juny de 1993        | advocat / polític      |
| 72          |        | Ramón José Velásquez            | 5 de juny de 1993 - 2 de febrer de 1994       | escriptor              |
| 73          |        | Rafael Caldera Rodríguez        | 2 de febrer de 1994 - 2 de febrer de 1999     | advocat                |
| 74          |        | Hugo Rafael Chávez Frías        | 2 de febrer de 1999 - 19 d'abril de 2013      | militar                |
| 75          |        | Nicolás Maduro Moros            | 19 d'abril de 2013 - actualitat               | sindicalista i polític |

- Nota: En 11 d'abril de 2002 es va intentar un cop d'estat contra Hugo Chávez. Pedro Carmona Estanga i Diosdado Cabello Rondón van ser presidents de facto de 12 fins a 13 d'abril, i de 13 fins a 14 d'abril de 2002, respectivament.